# دون هاي
دون هاي هو لاعب هوكي الجليد كندي، ولد في 13 فبراير 1954 في كاملوبس في كندا.

## وصلات خارجية
- دون هاي على موقع EliteProspects.com (الإنجليزية)
- دون هاي على موقع HockeyDB.com (الإنجليزية)